# Escola de Comunicação da Universidade Federal do Rio de Janeiro
A Escola de Comunicação da Universidade Federal do Rio de Janeiro (ECO-UFRJ ou simplesmente ECO) é uma unidade acadêmica dedicada ao ensino e à pesquisa em Comunicação Social, acolhida na maior universidade federal do país. A Escola foi fundada em 1967 pelo jornalista e professor Danton Jobim, como a segunda da área no Brasil e primeira do Rio de Janeiro. Tradicionalmente e até hoje, a ECO é uma das mais respeitadas escolas de comunicação no país. Situa-se no campus da Praia Vermelha da UFRJ, no bairro da Urca.
Entre seus egressos mais notáveis, estão a âncora Fátima Bernardes e o falecido humorista Bussunda.

## Ensino
Atualmente, a ECO oferece cursos em níveis de graduação e de pós-graduação.
Em nível de graduação, a ECO oferece três cursos de bacharelado: Comunicação Social, Direção Teatral e Jornalismo. O curso de Comunicação Social oferece três habilitações: Publicidade e Propaganda, Rádio e TV e Produção Editorial.
Em nível de pós-graduação, a ECO conta com três cursos em nível strictu senso: Comunicação e Cultura, Ciência da Informação e Artes da Cena.
O Programa de Pós-Graduação em Comunicação (PPGCOM) da ECO oferece os cursos de mestrado acadêmico e doutorado em Comunicação e Cultura. O mestrado acadêmico em Comunicação e Cultura se volta para a formação para a pesquisa e para o aprofundamento da formação científica e profissional na área da Comunicação e para a capacitação para a docência na graduação, no mestrado profissional e em cursos de pós-graduação lato sensu. O doutorado em Comunicação e Cultura visa à formação científica ampla e aprofundada em Comunicação e à capacitação para a docência na graduação e na pós-graduação stricto sensu e lato sensu. O Programa conta com duas linhas de pesquisa: Mídias e mediações socioculturais e Tecnologias da Comunicação e Estéticas.
O Programa de Pós-Graduação em Ciência da Informação (PPGCI) é desenvolvido em associação ampla com o Instituto Brasileiro de Informação em Ciência e Tecnologia. Seu objetivo é a formação para a pesquisa e o aprimoramento em alto nível de profissionais comprometidos com o avanço do conhecimento na Ciência da Informação. As pesquisas e as disciplinas do PPGCI se concentram em uma área subdividida em duas linhas de pesquisa. A área de concentração é a Informação e Mediações Sociais e Tecnológicas para o Conhecimento. As linhas de pesquisa são Comunicação, organização e gestão da Informação e do conhecimento e Configurações socioculturais, políticas e econômicas da informação.
O Programa de Pós-Graduação em Artes da Cena (PPGAC) surge do interesse de docentes da ECO em integrar seus saberes, de modo a interagir e dialogar com as áreas das Artes e da Comunicação, amplamente interligadas na produção do pensamento acadêmico contemporâneo. O curso conta com duas linhas de pesquisa: Poéticas da cena e Experimentações da cena. O programa oferece apenas o curso de mestrado acadêmico.

## Grupos e núcleos de pesquisa
Os grupos e núcleos de pesquisa em atividade na ECO são, em 2006:
- Programa de Educação Tutorial  (PET-ECO-UFRJ)
- LECC - Laboratório de Estudos em Comunicação Comunitária
- CiberIDEA

## Projetos extracurriculares
Os estudantes da unidade organizam e promovem os seguintes projetos extracurriculares:
- TJUFRJ - telejornal online da Universidade Federal do Rio de Janeiro
- Vide Vídeo - Festival Nacional de Cinema e Vídeo Universitário
- Rádio Interferência - rádio livre (sem concessão legal)
- Interseção - seminário, festival e premiação de trabalhos universitários de Publicidade
- Editor em Ação - seminário sobre Editoração e Produção Editorial
- Sintonia - shows e divulgação de bandas de música independente
- Meio a Meios- seminário sobre Jornalismo
- Atlética de Comunicação e Artes da UFRJ - representante da Escola de Comunicação, da Faculdade de Arquitetura e da Escola de Belas Artes no cenário esportivo universitário

## Estrutura administrativa
A estrutura administrativa atual da ECO é a seguinte:
- Diretora: Profa. Dra Suzy dos Santos (desde 2019)
- Diretora Adjunta de Graduação: Profª. Carine Prevedello
- DMAC - Departamento de Métodos e Áreas Conexas - Prof. Cristiano Ribeiro dos Santos
- DEL - Departamento de Expressão e Linguagem - Prof. Marcelo Serpa
- DFC - Departamento de Fundamentos da Comunicação - Prof. Henrique Antoun
- CPM - Central de Produção Multimídia
- Núcleo de Imprensa
- CAECO - Centro Acadêmico da Escola de Comunicação
- Associação Atlética Acadêmica Cláudio Besserman Vianna, mais conhecida como Atlética de Comunicação. Hoje comporta também os cursos de Arquitetura e Urbanismo e os da Escola de Belas Artes, se tornando uma Atlética integrada de Comunicação e Artes. Seu símbolo é um Tubarão [Bruce] e suas cores são laranja e Preto.